# Hvasser
Hvasser is een plaats in de Noorse gemeente Tjøme, provincie Vestfold. Hvasser telt 470 inwoners (2007) en heeft een oppervlakte van 0,97 km².
Hvasser ligt op het gelijknamige eiland Hvasser.